# Địa lý châu Âu
Lục địa châu Âu có diện tích 10.532.000 km² và bờ biển dài khoảng  117.000 km. Khoảng cách từ Nam lên  Bắc khoảng 3500 km giữa vĩ độ 30 (Tarifa, Tây Ban Nha) và vĩ độ 71 (Nordkinn, Na Uy). Từ Đông sang Tây, lục địa Âu châu trải dài từ dãy núi Ural ở Nga cho tới Bờ biển Đại Tây Dương của Bồ Đào Nha, dài khoảng 6000 km.

## Địa lý tự nhiên
Châu Âu về mặt truyền thống được coi là một trong sáu châu lục. Tuy nhiên về mặt địa chất - địa lý học (Physical geography), châu Âu là một bán đảo tây bắc của khối lục địa rộng lớn hơn được gọi là lục địa Á-Âu (hoặc Phi-Á-Âu): châu Á chiếm phần lớn phần phía đông của lục địa này (kênh đào Suez tách rời châu Á và châu Phi) và chia sẻ một thềm lục địa chung. Biên giới phía Đông của châu Âu được phân chia bởi dãy núi Ural ở Nga. Ranh giới phía Đông - Nam với châu Á không được xác định rõ ràng. Thông thường nhất, là dùng dãy Ural cùng với sông Emba được sử dụng làm ranh giới giữa hai châu lục. Ranh giới tiếp tục đến biển Caspi, đỉnh của dãy núi Kavkaz. (hoặc theo cách khác là sông Kura ở Kavkaz), và tiếp tục đến Biển Đen; Bosporus, biển Marmara, và eo biển Dardanelles kết thúc ranh giới châu Á. Địa Trung Hải ở phía nam phân cách châu Âu với châu Phi. Ranh giới phía tây là Đại Tây Dương. Iceland, hòn đảo nằm giữa Đại Tây Dương và gần Greenland (Bắc Mỹ) hơn so với lục địa châu Âu, tuy nhiên người ta xếp vào châu Âu vì lý do văn hoá. Đang có cuộc tranh luận về trung tâm địa lý của châu Âu nằm ở đâu.

## Sông ngòi

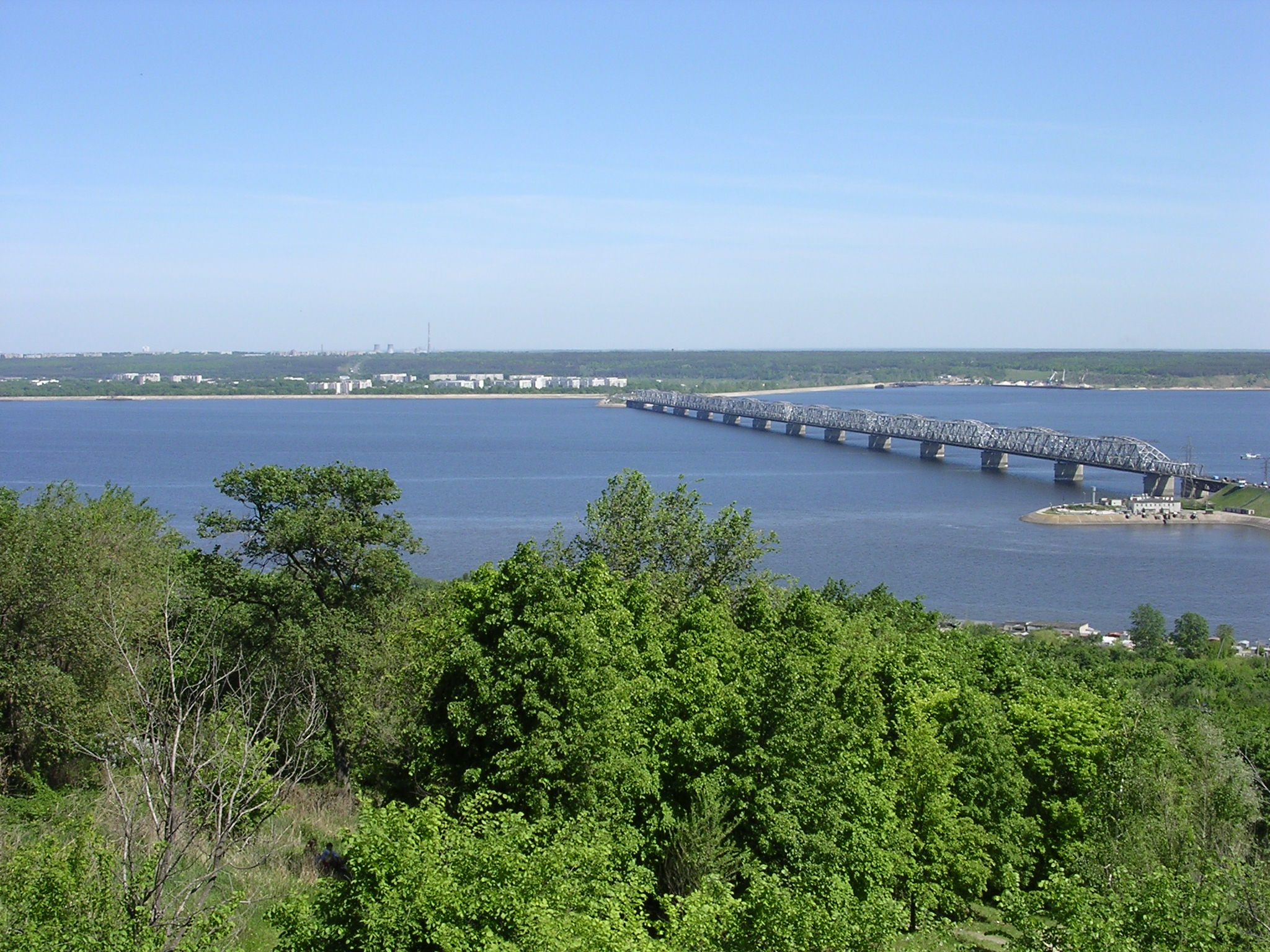
Sông Volga, sông dài nhất ở châu Âu, ảnh chụp ở Ulyanovsk, Nga.

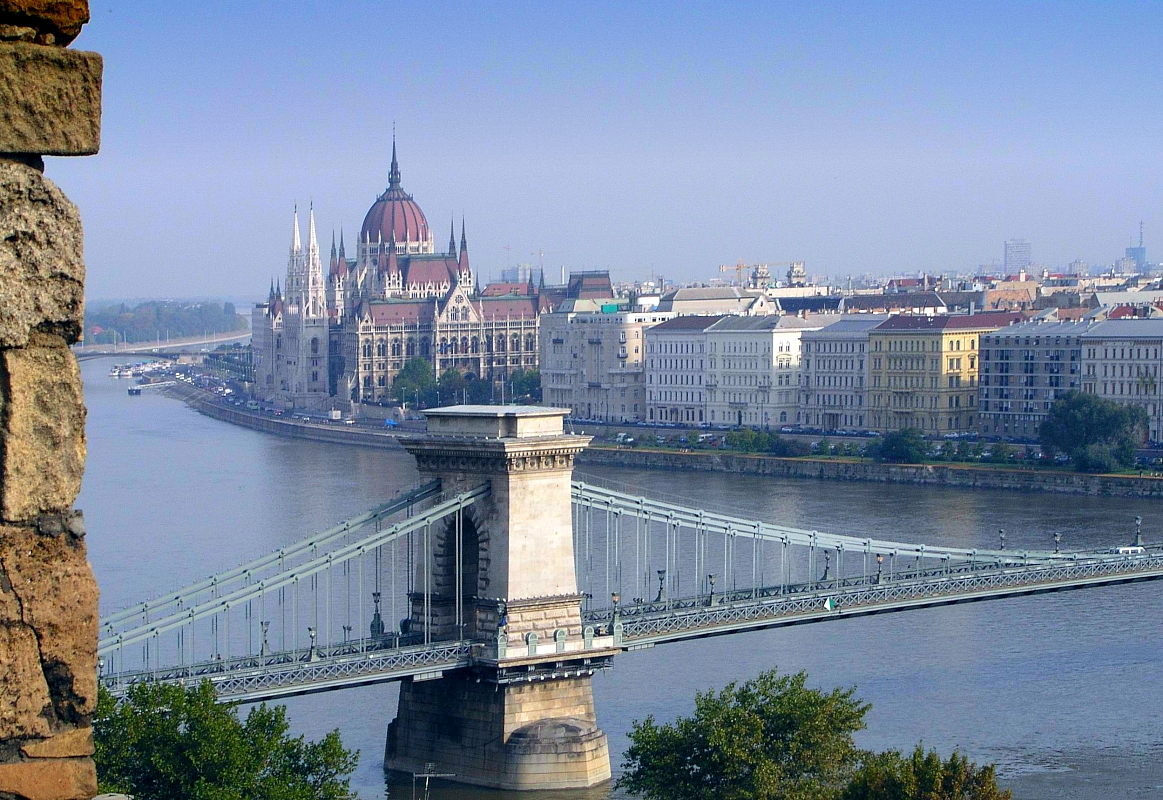
Sông Danube, sông dài thứ nhì ở châu Âu, ở Budapest, Hungary.

Các sông quan trọng ở châu Âu, với chiều dài ước tính:
| 1. Volga - 3.690 km (2.293 mi) 2. Danube - 2.860 km (1.777 mi) 3. Ural - 2.428 km (1.509 mi) 4. Dnieper - 2.290 km (1.423 mi) 5. Don - 1.950 km (1.212 mi) 6. Pechora - 1.809 km (1.124 mi) 7. Kama - 1.805 km (1.122 mi) 8. Oka - 1.500 km (932 mi) 9. Belaya - 1.430 km (889 mi) 10. Tisza - 1.358 km (844 mi) 11. Dniester - 1.352 km (840 mi) 12. Rhine - 1.320 km (820 mi) | 13. Elbe - 1.091 km (678 mi) 14. Vistula - 1.047 km (651 mi) 15. Tagus - 1.038 km (645 mi) 16. Daugava - 1.020 km (634 mi) 17. Loire - 1.012 km (629 mi) 18. Ebro - 960 km (597 mi) 19. Nemunas - 937 km (582 mi) 20. Sava - 933 km (580 mi) 21. Oder - 854 km (531 mi) 22. Rhône - 815 km (506 mi) 23. Seine - 776 km (482 mi) 24. Po (sông) - 682 km (424 mi) 25. Glomma - 604 km (375 mi) 26. Maritsa - 480 km (298 mi) 27. Vardar - 388 km (241 mi) 28. Sông Shannon - 386 km (240 mi) |

Châu Âu có mạng lưới sông ngòi rất dày đặc, lượng nước dồi dào. Các sông đổ ra Bắc Băng Dương thường đóng băng thời gian dài ở mùa đông
Các sông quan trọng ở châu Âu là Danube, Volga, Rhein.

## Danh sách các quốc gia và vùng lãnh thổ theo số quốc
| 14 | Liên bang Nga (Na Uy, Phần Lan, Estonia, Latvia, Litva, Ba Lan, Belarus, Ukraina, Gruzia, Azerbaijan, Kazakhstan, Trung Quốc, Mông Cổ, và Bắc Triều Tiên) | |
| 10 | Pháp (tính cả các lãnh thổ hải ngoại) | |
| 9  | Đức | |
| 8  | Áo, Serbia, Thổ Nhĩ Kỳ (tính cả phần Châu Á) | |
| 7  | Hungary, Ba Lan, Ukraina | |
| 6  | Ý | |
| 5  | Bulgaria, Croatia, România, Thụy Sĩ, Belarus, Tây Ban Nha, Kazakhstan, Slovakia, Macedonia                                                                | |
| 4  | Bỉ, Hy Lạp, Albania, Montenegro, Slovenia, Cộng hòa Séc, Latvia, Lítva, Gruzia, Armenia, Azerbaijan, Kosovo                                               | |
| 3  | Phần Lan, Na Uy, Luxembourg, Bosnia và Hercegovina, Hà Lan                                                                                                | |
| 2  | Thụy Điển, Andorra, Liechtenstein, Estonia, Moldova | |
| 1  | Đan Mạch, Ireland, Liên hiệp Anh & Bắc Ai len, Monaco, Bồ Đào Nha, Thành Vatican, San Marino, Gibraltar (lãnh thổ thuộc liên hiệp Anh và Bắc Ai len).     | |

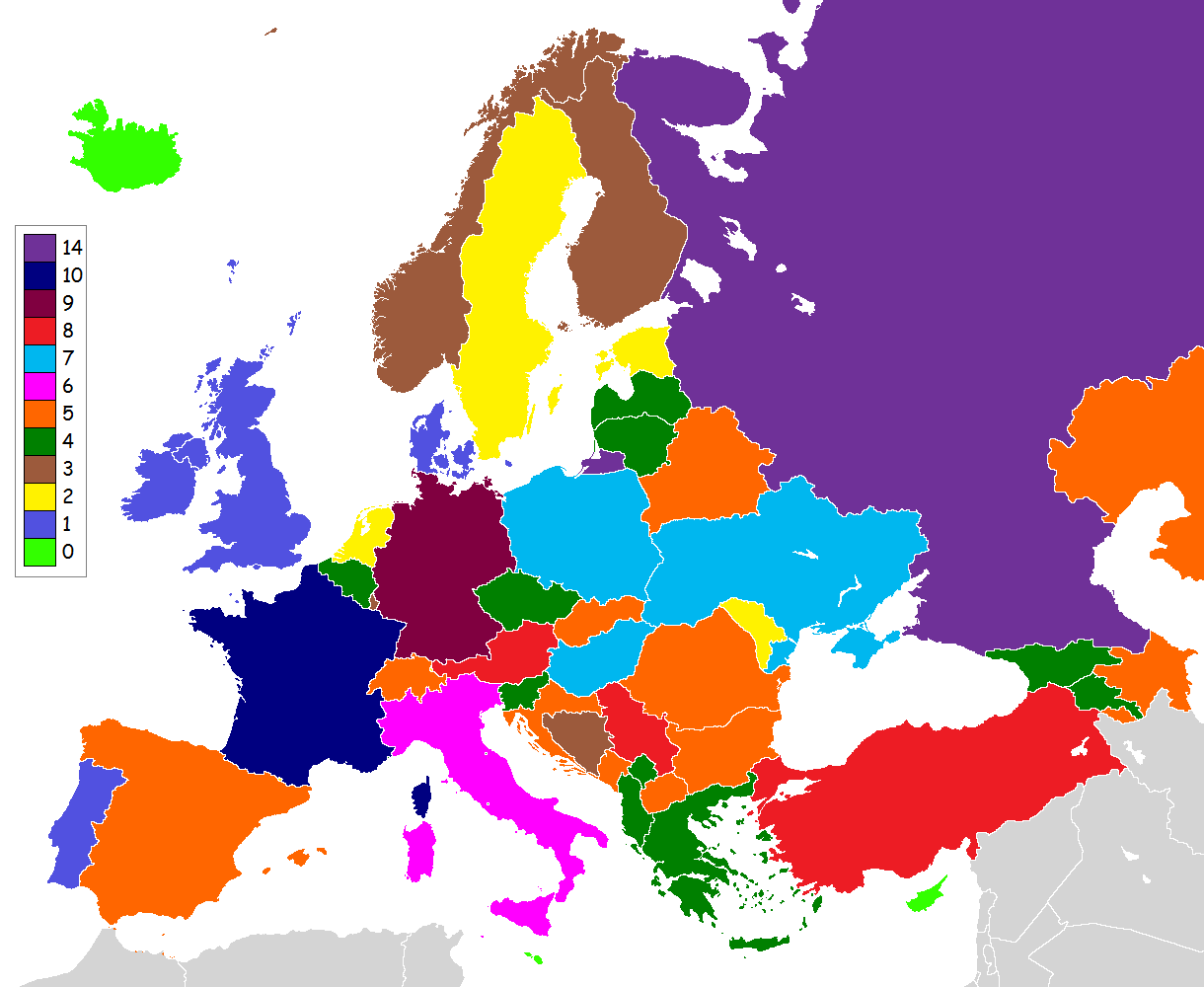
Bản đồ các nước châu Âu theo số lượng nước láng giềng.

| 0  | Đảo Man, Jersey, Guernsey (thuộc Thuộc địa hoàng gia), Quần đảo Faroe (thuộc Đan Mạch), Iceland, Malta, Síp                                               | Riêng trường hợp đảo Síp, hòn đảo này phân chia thành 2 quốc gia: CH Síp và CH Bắc Síp (chỉ Thổ nhĩ Kỳ công nhận). Giữa hai quốc gia này có dải đất hẹp do Liên hiệp Anh quản lý.} Địa lý tự nhiên |